# Фур (Нијевр)
Фур (фр. Fours) насеље је и општина у источном делу централне Француске у региону Бургоња, у департману Нијевр која припада префектури Шато Шенон (град).
По подацима из 2011. године у општини је живело 729 становника, а густина насељености је износила 28,55 становника/km². Општина се простире на површини од 25,53 km². Налази се на средњој надморској висини од 238 метара (максималној 263 m, а минималној 201 m).

## Демографија
| 1962. | 1968. | 1975. | 1982. | 1990. | 1999. | 2011. |
| ----- | ----- | ----- | ----- | ----- | ----- | ----- |
| 827   | 843   | 779   | 779   | 734   | 780   | 729   |

График промене броја становника у току последњих година